# Johannes Emil Gugumus
Johannes Emil Gugumus (* 13. Dezember 1910 in Ludwigshafen am Rhein; † 1. Januar 1979 ebenda) war ein deutscher römisch-katholischer Kirchenhistoriker.

## Leben
Gugumus wurde als Sohn des städtischen Beamten Johannes Gugumus und seiner Ehefrau Kreszenz Baumann geboren. Er besuchte das Altsprachliche Gymnasium Ludwigshafen. Anschließend studierte er katholische Theologie in München und Speyer und empfing 1935 in Speyer seine Priesterweihe. Er war Mitglied der katholischen Studentenverbindung KSStV Alemannia München im KV. 1935 wurde er Kaplan in Homburg, 1938 Domkaplan in Speyer, 1940 Domvikar in Speyer. Von 1946 bis 1962 war er als Studienrat für katholische Religionslehre an der Städtischen Mädchenoberschule in Ludwigshafen tätig. 1949 wurde er an der Universität Heidelberg zum Dr. phil. promoviert. Ab 1962 lehrte er als Dozent, ab 1963 als Professor für katholische Religionslehre an der Pädagogischen Hochschule in Landau. Von 1963 bis 1970 war er Rektor des Campo Santo Teutonico in Rom. Von 1974 bis 1979 war er Leiter des Bistumsarchivs in Speyer.
1967 wurde er in Rom in den Ritterorden vom Heiligen Grab zu Jerusalem investiert.
Sein Grab befindet sich auf dem Ludwigshafener Hauptfriedhof.

## Schriften (Auswahl)
- Studien zur Geschichte der Speyerer. Bischöfe im Zeitalter des Investiturstreite. Teil 1. Dissertation Heidelberg 1949.

## Einzelnachweis
1. ↑  Kartellverband katholischer deutscher Studentenvereine: KV Jahrbuch - Die Mitglieder und die Angehörigen des KV und des ÖKV 1958/59, Würzburg 1959, S. 21.

| Personendaten    | Personendaten                                    |
| ---------------- | ------------------------------------------------ |
| NAME             | Gugumus, Johannes Emil                           |
| ALTERNATIVNAMEN  | Gugumus, Johannes E.                             |
| KURZBESCHREIBUNG | deutscher römisch-katholischer Kirchenhistoriker |
| GEBURTSDATUM     | 13. Dezember 1910                                |
| GEBURTSORT       | Ludwigshafen am Rhein                            |
| STERBEDATUM      | 1. Januar 1979                                   |
| STERBEORT        | Ludwigshafen am Rhein                            |